# Le Club des « Peur-de-rien »
Le Club des « Peur-de-rien » est une série de bande dessinée humoristique belge créée par le scénariste Greg et le dessinateur Tibet, publiée de 1958 à 1979 dans Junior, le supplément jeunesse de l'hebdomadaire belge Chez nous, et éditée en album de 1966 en 1986 aux éditions du Lombard. Elle est également éditée aux éditions Pan Pan (2007-2014) et Plotch Splaf (2008-2010).
Tibet a dessiné l'ensemble des vingt-six épisodes de la série, en a lui-même écrit quelques-uns, de même qu'André-Paul Duchâteau ou Bob de Groot. Didier Desmit et Turk ont par ailleurs participé aux décors des derniers épisodes.
Le Club des « Peur-de-rien » est une des nombreuses bandes dessinées franco-belges classiques qui, à la manière des As du même Greg ou de La Ribambelle, mettent en scène les aventures d'une bande d'enfants des villes aux caractères stéréotypés (un chef aventureux, un intello, un petit rigolo, un goinfre et leur chien) qui vivent diverses aventures.
Cette série n'a été reprise que partiellement en album.

## Description

### Synopsis
Quatre amis (Junior, Bombonne, Génie et Ras-du-Sol) viennent d’aménager un local dans une vieille cabane abandonnée par des ouvriers. Les ennuis commencent quand il faut choisir le chef de ce nouveau groupe baptisé le club des « Peur-de-rien ». Chaque membre doit relever un défi lancé par un autre membre. Au fil des aventures, ce club résout de nombreuses énigmes policières.

### Personnages
- Junior : le chef de la bande.
- Bombonne : garçon maladroit qui aime manger.
- Génie : garçon intellectuel et inventeur.
- Ras du sol : le plus jeune membre de la bande.
- Brutacroc : un énorme chien.

## Analyse

### Naissance de la série
En 1958, Raymond Leblanc cherche une nouvelle série ayant un personnage central baptisé Junior pour le supplément illustré Junior. Il en parle alors à Will qui, peu intéressé, en discute avec Tibet. Ce dernier est enthousiaste, car, cinq ans auparavant, il avait vainement proposé un projet qui allait dans ce sens. Cette fois-ci, le projet est accepté.

## Publications

### Périodiques
Cette série de bande dessinée est parue dans l'hebdomadaire belge Junior de 1958 à 1976. Quelques épisodes furent ultérieurement repris dans le journal Tintin. Chaque épisode fait trente pages.
1. Le Club des peur-de-rien (scénario : Greg)
2. Les Rois du cirque (scénario : Greg)
3. Le Mystère du grand pingouin (scénario : Greg)
4. L'Opération gruyère (scénario : Greg)
5. Les Rois du volant (scénario : Duchâteau)
6. Les Rois de la photo (scénario : Duchâteau)
7. Les Rois des détectives (scénario : Michel Vasseur)
8. Les Rois des bûcheurs (scénario : Michel Vasseur)
9. Les Rois du ring (scénario : Greg)
10. Les Rois du cinéma (scénario : Duchâteau)
11. Les Rois des Don Juan (scénario : Greg)
12. Les Rois des corsaires (scénario : Tibet)
13. Les Rois des nigauds (scénario : Tibet)
14. Les Rois de la peinture (scénario : Tibet)
15. Les Rois des reporters (scénario : Tibet)
16. Les Rois des kidnappeurs (scénario : Tibet)

(Repris dans Tintin n°303 en 1981).
1. Les Rois des comédiens (scénario : Tibet)
2. Les Rois des explorateurs (scénario : Tibet)
3. Les Rois de la publicité (scénario : Duchâteau)
4. Les Rois du service secret (scénario : Duchâteau)
5. Les Rois de l'intérim (scénario : Duchâteau)
6. Les Rois des mécaniciens (scénario : Bob de Groot)
7. Les Rois des aérostiers (scénario : Bob de Groot)
8. Les Rois des milliardaires (scénario : Bob de Groot)
9. Les Rois des mangeurs (scénario : Bob de Groot)
10. Les Rois des vacanciers (scénario : Bob de Groot)

(Repris dans Tintin n°198 en 1979).

### Albums

#### Éditions du Lombard
Sous l'intitulé : Le Club  des « Peur-de-rien » :
- Le Club des « Peur-de-rien »[4], Éditions du Lombard, « Joie de vivre », janvier 1966
Scénario : Greg - Dessin : Tibet
- 31 Les Rois des nigauds, Lombard, « Vedette », août 1974
Scénario et dessin : Tibet
- 40 Les Rois des corsaires, Lombard, « Vedette », octobre 1975
Scénario et dessin : Tibet
- 41 Les Rois de la peinture, Lombard, « Vedette », mars 1976
Scénario et dessin : Tibet
- Les Rois des vacanciers, Lombard, janvier 1979
Scénario : Bob de Groot - Dessin : Tibet
- Les Rois des reporters, Lombard, juin 1981
Scénario : André-Paul Duchâteau - Dessin : Tibet
- 2 Les Rois du cirque, Éditions du Lombard, « Bédé chouette », septembre 1985
Scénario : Greg - Dessin : Tibet - (ISBN 2-8036-0528-7)
- 3 Les Rois du mystère, Éditions du Lombard, « Bédé chouette », octobre 1986
Scénario : Greg - Dessin : Tibet - (ISBN 2-8036-0579-1)

#### Éditions Pan Pan
Sous l'intitulé : Les Nouvelles Aventures de Junior, président du club des « Peur-de-rien » :
- 1 Les Rois du volant, Pan Pan, janvier 2007
Scénario et dessin : Tibet - (ISBN 978-2-9600521-3-8)
- 2 Les Rois des kidnappeurs, Pan Pan, mai 2008
Scénario et dessin : Tibet - (ISBN 978-2-9600521-7-6)
- 4 Les Rois des comédiens, Pan Pan, février 2011
Scénario : André-Paul Duchâteau - Dessin : Tibet - (ISBN 978-2-930571-04-1)
- 5 Les Rois des explorateurs, Pan Pan, décembre 2012
Scénario et dessin : Tibet - (ISBN 978-2-930571-17-1)
- 6 Les Rois du cinéma, Pan Pan, juillet 2014
Scénario et dessin : Tibet - (ISBN 978-2-930571-26-3)

#### Éditions Plotch Splaf
Sous l'intitulé : Le Club  des « Peur-de-rien », sans ISBN et non distribués en librairie :
- 20 Les Rois des agents secrets, Plotch Splaf, juin 2008
Scénario : André-Paul Duchâteau - Dessin : Tibet
- 21 Les Rois des aérostiers, Plotch Splaf, mai 2010
Scénario : Bob de Groot - Dessin : Tibet
- 24 Les Rois des milliardaires, Plotch Splaf, mai 2010
Scénario : Bob de Groot - Dessin : Tibet
- 25 Les Rois des mangeurs, Plotch Splaf, mai 2010
Scénario : Bob de Groot - Dessin : Tibet
- 22 Les Rois des mécaniciens, Plotch Splaf, juillet 2010
Scénario : Bob de Groot - Dessin : Tibet

### Anthologie
- Le Club des « Peur-de-rien », Le Lombard, « Les classiques du rire », juillet 1999
Scénario : Greg, Tibet - Dessin : Tibet - (ISBN 2-8036-1405-7)